# Luís Campos (futbol)
Luís Filipe Hipólito Reis Pedrosa Campos (nascut el 6 de setembre de 1964) és un executiu de futbol portuguès i antic entrenador que treballa com a assessor de futbol del club francès Paris Saint-Germain.

## Carrera
Campos va començar a entrenar a les lligues inferiors de Portugal als 27 anys amb el UD Leiria, i va dirigir diversos equips amateurs i finalment equips professionals a la Primeira League portuguesa. Com a entrenador del Gil Vicente, Campos va posar fi a la ratxa de 27 partits invictes de José Mourinho amb el Porto. El 2012, Campos es va convertir en escolta i analista tàctic del Reial Madrid sota Mourinho.
Campos es va fer un nom com a director esportiu a Mònaco del 2013 al 2016. Va supervisar els traspassos de Radamel Falcao, João Moutinho, James Rodríguez, Fabinho, Anthony Martial, Ricardo Carvalho, Dimitar Berbatov, Bernardo Silva, Tiémoué Bakayoko, Geoffrey Kondogbia i Thomas Lemar, entre d'altres. Es va convertir en el director esportiu de Lille el 2017. El 18 de desembre de 2020, Campos va deixar el Lille després d'un canvi de titular al club.
El 10 de juny de 2022, Campos es va incorporar al campió francès Paris Saint-Germain com a assessor de futbol. Segons el club, el paper d'assessor de futbol implica "centrar-se en el rendiment, la contractació i la vessant organitzativa" de l'equip.